# جون كيرن
جون كيرن (بالإنجليزية: John F. Kieran)‏ هو مقدم تلفزيوني أمريكي، ولد في 2 أغسطس 1892 في نيويورك في الولايات المتحدة، وتوفي في 9 ديسمبر 1981 في Rockport, Massachusetts ‏ في الولايات المتحدة.

## وصلات خارجية
- جون كيرن على موقع IMDb (الإنجليزية)